# راشيل كوهين كاجان
راشيل كوهين كاجان Rachel Cohen-Kagan ( (بالعبرية: רחל כהן-כגן‏) 19 فبراير 1888 – 15 أكتوبر 1982) كانت ناشطة صهيونية وسياسية إسرائيلية، وواحدة من امرأتين فقط وقعتا على إعلان استقلال إسرائيل.

## حياتها
ولدت راشيل لوبارسكي (كوهين كاجان بعد الزواج) في مدينة أوديسا الاوكرانية في الإمبراطورية الروسية (اليوم في أوكرانيا )، التحقت بالجامعة في مدينتها الأصلية، وحصلت على درجة فخرية من الجامعة العبرية في القدس.  هاجرت إلى فلسطين الانتدابية عام 1919 على متن السفينة رسلان، وانخرطت في المنظمة النسائية الصهيونية العالمية (WIZO).
وفي عام 1932 تم تعيينها رئيسة للجنة المساعدة الاجتماعية في اللجنة المجتمعية في حيفا، وهو المنصب الذي شغلته حتى عام 1946. في عام 1938، تم انتخابها رئيسة لشركة WIZO، وأصبحت منخرطة كثيرًا في السياسة. عام 1946 تم تعيينها مديرة للدائرة الاجتماعية في المجلس الوطني اليهودي. وعضوة في معتزت هام، في عام 1948، كانت كوهين كاجان واحدة من امرأتين فقط (الأخرى كانت غولدا مائير ) وقعتا على وثيقة إعلان استقلال إسرائيل. 

## الكنيست

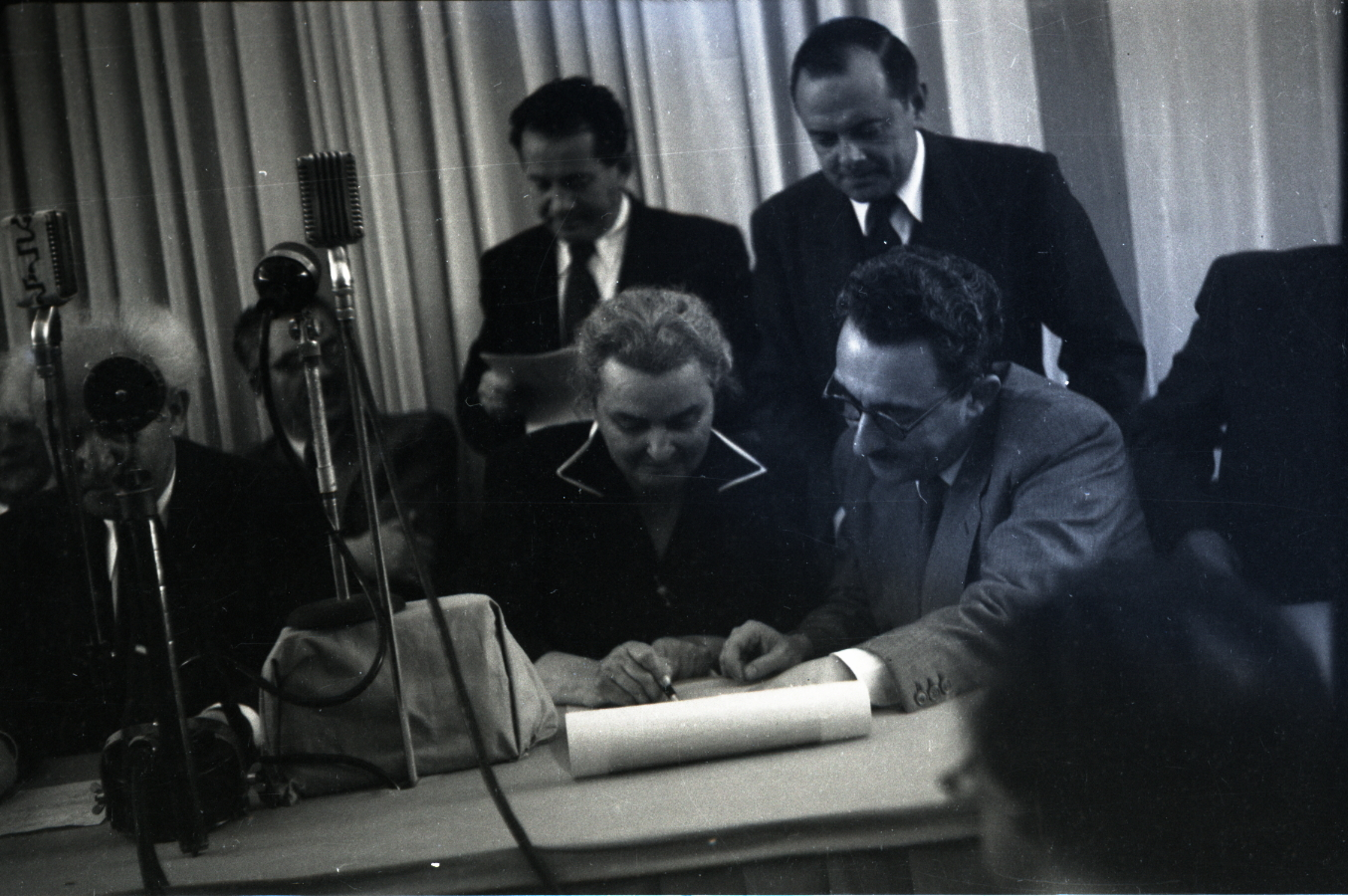
كوهين كاجان يوقع إعلان استقلال إسرائيل

في انتخابات الكنيست الأولى عام 1949، فازت فيتسو بمقعد واحد، والذي حصل عليه كوهين كاغان. خلال فترة ولايتها الأولى في الكنيست، كانت الساعية لاصدار أول تشريع يعزز الحقوق المتساوية للمرأة.  لكنها خسرت مقعدها في انتخابات 1951.
وبعد انضمامها لاحقا إلى الحزب الليبرالي، عادت إلى الكنيست على قائمته بعد انتخابات عام 1961. ومع ذلك، كان كوهين كاغان أحد أعضاء الكنيست السبعة الذين انفصلوا عن الحزب وأسسوا حزب الليبراليين المستقلين المعارض للاندماج الوشيك مع حيروت. خسرت مقعدها في انتخابات 1965.

## العائلة
كان لدى كوهين كاجان طفلان. توفيت في أكتوبر 1982 عن عمر يناهز 94 عامًا.